# Wild Honey (album)
| Recensione                    | Giudizio |
| ----------------------------- | -------- |
| AllMusic                      | [ 1 ]    |
| Blender                       | [ 2 ]    |
| Encyclopedia of Popular Music |          |
| MusicHound Rock               | [ 3 ]    |
| Pitchfork                     | 3.5/10   |
| The Rolling Stone Album Guide |          |
| Piero Scaruffi                | 4/10     |
| Sputnikmusic                  | 3.5/5    |
| The Village Voice             | A+       |

Wild Honey è il tredicesimo album in studio del gruppo musicale statunitense The Beach Boys, pubblicato negli Stati Uniti il 18 dicembre 1967 (Capitol T2859) e nel Regno Unito nel marzo 1968.
Il disco raggiunse il 24º posto in classifica negli USA e il 7° in Gran Bretagna.
Attualmente l'album è disponibile in versione compact disc in abbinamento con Smiley Smile.

## Descrizione
Si tratta del primo album dei Beach Boys sin dai tempi di Surfin' USA a non vedere Brian Wilson in qualità di produttore dei brani, perché Wilson aveva da tempo gradualmente abdicato dal suo ruolo di leader del gruppo dopo le difficoltà incontrate durante le sessioni per l'abortito progetto SMiLE. Nonostante questo, l'album viene considerato ugualmente una produzione di Brian con forti influenze del suo stile. Musicalmente Wild Honey è un tentativo da parte della band di rendere il proprio stile più duro ed orientato verso sonorità rock soul. Tale cambiamento di rotta, l'ennesimo dopo il periodo surf, il pop sinfonico, e la psichedelia, disorientò ulteriormente i fan del gruppo e la critica stessa che non apprezzò particolarmente l'album.
La title track divenne il primo singolo estratto dall'album, e divenne un successo minore che restò brevemente in classifica. Il secondo singolo, la canzone Darlin', raggiunse la US Top 20, mentre l'album stesso raggiunse la ventiquattresima posizione in classifica negli Stati Uniti e la settima in Gran Bretagna. Il brano How She Boogalooed It, composto da Al Jardine, Mike Love, Bruce Johnston e Carl Wilson, fu la prima canzone non strumentale dei Beach Boys alla quale stesura Brian Wilson non partecipò in alcun modo.

### Origine

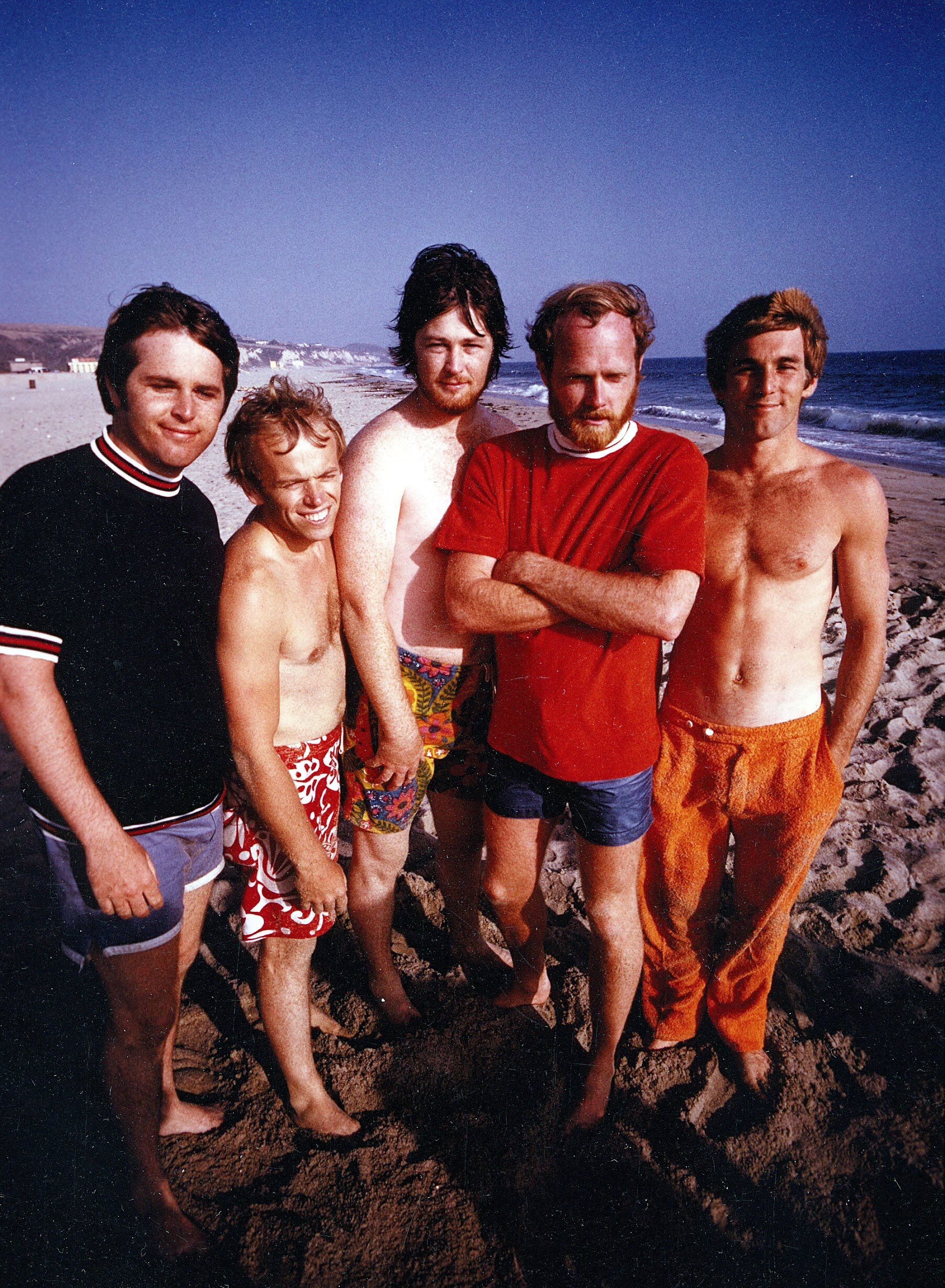
I Beach Boys nel luglio 1967. Da sinistra: Carl Wilson, Al Jardine, Brian Wilson, Mike Love e Dennis Wilson.

Il precedente LP dei Beach Boys Smiley Smile, pubblicato nel settembre 1967, aveva raggiunto la posizione numero 41 nella classifica statunitense di Billboard, peggior risultato commerciale per il gruppo fino ad allora. Una controversia riguardante il fatto se la band dovesse essere considerata un gruppo rock serio divise critici e fan, come scrisse all'epoca il giornalista Gene Sculatti: "Il sestetto californiano è allo stesso tempo acclamato come il genio incarnato e deriso come l'archetipo dei fantocci della musica pop." L'album incompiuto che Smiley Smile era venuto a sostituire, SMiLE, aveva acquisito una notevole pubblicità sulla stampa e la Capitol Records era ancora interessata a pubblicare il disco. Nel luglio 1967, un promemoria interno circolava presso la Capitol Records in cui si discuteva di piani imminenti per fare seguire a Smiley Smile una versione a 10 tracce dell'originale SMiLE, ma questo progetto non si concretizzò mai.
Invece, il gruppo si recò a Honolulu e tentò di registrare un album dal vivo, intitolato Lei'd in Hawaii. Lì, Wilson lasciò intendere a un giornalista che gli piaceva la "scena pop" contemporanea e riconobbe che, anche se "i Beach Boys sono inquadrati", non si sentiva personalmente ferito da tale reputazione, citando i successi passati della band e il piacere che traggono dalla registrazione in studio. Tuttavia, Carl Wilson disse in seguito che Wild Honey era stato in parte concepito come risposta alle critiche rivolte alla band per il fatto di "suonare come dei ragazzi di un coro parrocchiale". Egli ricordò: «C'era una recensione che diceva che Brian in realtà suonava come Topolino. Ciò lo fece davvero a pezzi». Al loro ritorno a Los Angeles, in settembre, il gruppo decise che le registrazioni non erano adatte alla pubblicazione e si tentò di rifare il progetto come un album live in studio. Dopo questo, la band andò a registrare il materiale che formò Wild Honey.
Nel frattempo, due giorni dopo la pubblicazione di Smiley Smile, Carl aveva prodotte alcune registrazioni di Stephen Kalinich, che in seguito divenne un collaboratore del gruppo. Tutte le tracce rimasero inedite. In ottobre, Murry Wilson, il manager originale della band, debuttò su disco con The Many Moods of Murry Wilson. Nel promuovere il suo album, parlando a Disc & Music Echo egli disse che "dopo Good Vibrations, Brian aveva perso molta sicurezza e non pensava di poter mai più scrivere qualcosa di così bello".

### Stile e produzione
Wild Honey è un album soul che mischia pop e R&B, anche se la rivista Billboard lo definì semplicemente un disco pop rock. Secondo Mike Love, la band prese la decisione consapevole di essere "completamente fuori dal mainstream per quello che stava succedendo in quel momento, che era tutto hard rock/psichedelia. [L'album] semplicemente non aveva nulla a che fare con quello che stava succedendo nella scena musicale dell'epoca." Brian disse: «Abbiamo deciso di fare un disco rhythm'n'blues. Abbiamo consapevolmente realizzato un album più semplice. Era solo un po' di R'n'B e soul. Certamente non era come un normale disco dei Beach Boys». Fu registrato principalmente nello studio privato della band, situato nella casa di Brian, e può essere considerato retrospettivamente come il secondo capitolo di una serie consecutiva di album lo-fi dei Beach Boys. Le sedute di registrazione durarono qualche settimana, nulla in confronto ai mesi che erano serviti per le complesse sedute d'incisione di Good Vibrations.
L'album differisce in molti modi dai precedenti dischi dei Beach Boys. A differenza dei precedenti lavori R&B della band, che in genere consistevano in riff derivati da Chuck Berry, la maggior parte di Wild Honey attingeva alla musica soul associata alle etichette Motown e Stax Records. Edwin Faust di Stylus Magazine scrisse che la sua musica si concentra "semplicemente su ritornelli accattivanti, melodie vivaci e un'atmosfera diretta da boogie-woogie". Lenny Kaye, scrivendo per Wondering Sound, ritenne che la "tendenza R&B" del disco potrebbe essere attribuita alle parti vocali di Mike Love e Carl Wilson. Carl disse che il loro lato R&B aveva sempre voluto uscire allo scoperto: «Ho una collezione enorme di dischi R&B. Quando facevamo Pet Sounds, tornavo a casa e mettevo su la mia Stax e roba di Aretha Franklin. È sempre stata una parte importante della mia vita».
Wild Honey contiene molto poco canto di gruppo rispetto agli album precedenti, e vede principalmente Brian cantare al pianoforte. Il musicologo Daniel Harrison scrisse che le sue "canzoni semplici" mancano della "stranezza enigmatica" e degli "ipnotizzanti virtuosismi" presenti in Smiley Smile, sebbene presentino lo stesso approccio di produzione e una simile combinazione strumentale a base di organo, pianoforte honky-tonk e basso elettrico. Il pianoforte era leggermente scordato, cosa che Brian disse lo rendeva "più simile a una chitarra a dodici corde, per ottenere un suono più morbido". Solo cinque tracce furono registrate con l'assistenza di musicisti di studio esterni: Wild Honey, Aren't You Glad, I Was Made to Love Her, Darlin' e Here Comes the Night. Alcune sessioni si sono tenute presso la Wally Heider Recording di Los Angeles per consentire ai musicisti di avere uno spazio di registrazione più ampio per le sovraincisioni.
Bruce Johnston ricordò: «Volevamo tornare ad essere una band. Tutta la faccenda di [Smile] ci aveva distrutto tutti, e volevamo suonare di nuovo insieme». Harrison descrisse Wild Honey 
come un tentativo consapevole dei Beach Boys di "riorganizzarsi" come una rock band in opposizione ai loro progetti più orchestrali del passato. All'epoca, Brian si era stancato di produrre i Beach Boys dopo averlo fatto per diversi anni, e così chiese a Carl di contribuire di più al processo.

### Copertina e titolo
La colorata immagine che appare sulla copertina del disco, è una fotografia di una piccola sezione di un elaborato disegno presente sulla vetrata di una doppia finestra che all'epoca adornava la casa di Brian Wilson e consorte a Bel Air. Anche se i Wilson non sono attualmente più i proprietari della casa, la vetrata venne rimossa durante il trasloco e trasferita nella nuova dimora della coppia, dove si trova tuttora.
Nelle note di copertina, l'amico Arnie Geller e il cugino dei Wilson, Steve Korthoff, scrissero: "Il miele selvatico, su una mensola nella cucina di Brian, non solo ha aiutato la salute di tutti i Beach Boys, ma è anche la fonte di ispirazione per il disco, Wild Honey". Il cantante dei Three Dog Night Danny Hutton raccontò: «L'atmosfera era ancora fantastica. [Brian] mi invitava e all'improvviso diceva: "Ho un'idea, amico!" Poi indicava un barattolo di miele selvatico. "Ecco fatto! Ecco come si intitolerà l'album!" E gli altri ragazzi erano entusiasti».
In alternativa, Mike Love ha detto di aver inventato il titolo dopo aver trovato un barattolo di miele nella credenza di Wilson. Egli sentì che il titolo suggeriva sia la parola miele come alimento sia "miele" (honey) come termine affettuoso. Wilson ha ricordato in un'intervista del 2012: «La gente pensa ancora che questo disco sia nato da un po' di miele selvatico che si suppone avessi conservato nella mia cucina, ma non ricordo se fosse vero».

## Pubblicazione
Il primo omonimo singolo estratto da Wild Honey fu pubblicato il 23 ottobre 1967, con una B-side presa da Smiley Smile, Wind Chimes. Il 45 giri raggiunse la posizione numero 31 negli Stati Uniti e la numero 20 in Gran Bretagna.
Negli Stati Uniti Wild Honey uscì il 18 dicembre accompagnato dal singolo Darlin' (lato B Here Today da Pet Sounds). Fu pubblicato in netto contrasto con la musica psichedelica che occupava le classifiche discografiche e in competizione con Magical Mystery Tour dei Beatles e Their Satanic Majesties Request dei Rolling Stones. Wild Honey divenne l'album meno venduto dei Beach Boys fino a quel punto e rimase in classifica solo per 15 settimane. Darlin' raggiunse la posizione numero 24 negli Stati Uniti, come anche Wild Honey. Quando il singolo fu ripubblicato a gennaio con il lato B Country Air, raggiunse la posizione numero 11. A marzo Wild Honey fu pubblicato nel Regno Unito, dove raggiunse la settima posizione in classifica.

## Accoglienza

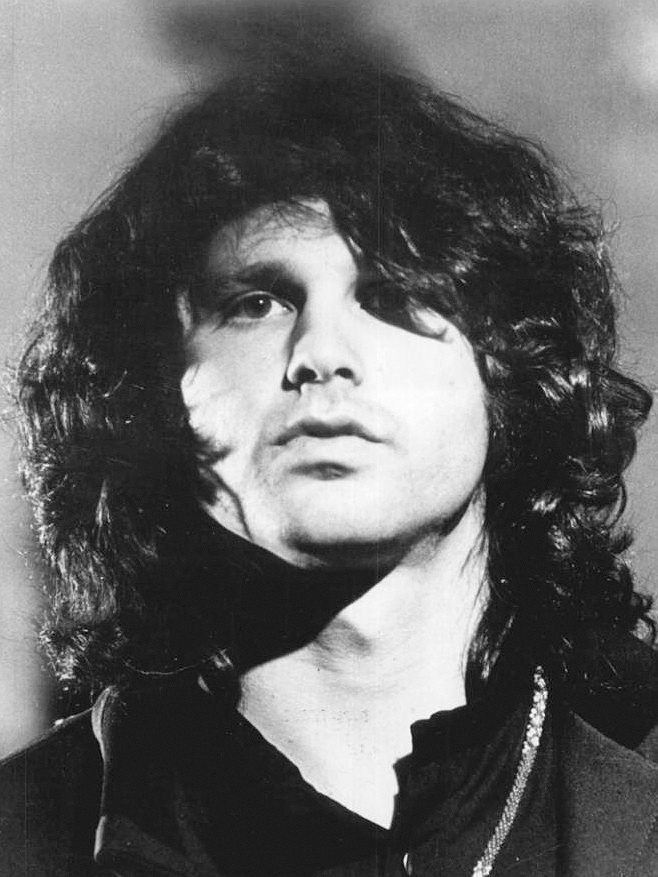
Wild Honey era notoriamente uno dei dischi preferiti di Jim Morrison

Come Smiley Smile, anche Wild Honey venne visto dalla critica contemporanea come un'opera incoerente, e alienò il pubblico le cui aspettative erano state sollevate dall'entusiasmo generato da Smile, sebbene ricevette recensioni migliori di Smiley Smile e fu considerato in alcune parti un miglioramento. Il gruppo rimase effettivamente nella lista nera della stampa musicale, al punto che le recensioni dei dischi del gruppo erano o trattenute dalla pubblicazione o pubblicate molto tempo dopo la data di uscita. Scrivendo nel suo libro Outlaw Blues del 1969, il giornalista Paul Williams definì Wild Honey un "lavoro di pura gioia [...] nuovo, fresco, grezzo e bellissimo". La rivista Rolling Stone scrisse che i Beach Boys avevano riacquistato il loro giudizio migliore dopo il "disastro" di Smiley Smile, sebbene il loro uso di "idee e idiomi preesistenti" in Wild Honey sia meno soddisfacente e originale rispetto ai loro lavori precedenti: "È piuttosto divertente che i Beach Boys stiano improvvisamente riscoprendo il rhythm and blues cinque anni dopo che i Beatles e i Rolling Stones lo avevano riportato a casa." Gene Sculatti di Jazz & Pop scrisse: "[I Beach Boys] hanno l'audacia di cimentarsi con il R&B, un territorio a loro davvero estraneo. Sorprendentemente, Wild Honey funziona bene. Non è minimamente pretenzioso, è onesto e convincente." In un articolo su Esquire, Robert Christgau scrisse che l'album "incarna Brian Wilson", inclusa la canzone I'd Love Just Once to See You, che "esprime perfettamente la sua personalità artistica tranquilla, riflessiva e sentimentale." Billboard accolse con favore il ritorno in forma della band dopo l'"avanguardia" di Smiley Smile, ma fu critica nei confronti della canzone How She Boogalooed It, definendola "molto al di sotto degli standard di qualità del gruppo", e predisse che I'd Love Just Once to See You non sarebbe stata trasmessa in radio.
In un articolo di Crawdaddy! del 1968, David Anderle riportò la notizia che Jim Morrison dei Doors considerava Brian Wilson "il suo musicista preferito" e Wild Honey "uno dei suoi album preferiti."

## Tracce
Lato 1
1. Wild Honey (Brian Wilson/Mike Love) - 2:37 1
2. Aren't You Glad (Brian Wilson/Mike Love) - 2:16 2-3
3. I Was Made to Love Her (Cosby/Hardaway/Moy/Wonder) - 2:05 1
4. Country Air (Brian Wilson/Mike Love) - 2:20 4
5. A Thing Or Two (Brian Wilson/Mike Love) - 2:40 2-3

Lato 2
1. Darlin' (Brian Wilson/Mike Love) - 2:12 1
2. I'd Love Just Once to See You (Brian Wilson/Mike Love) - 1:48 3
3. Here Comes the Night (Brian Wilson/Mike Love) - 2:41 3
4. Let the Wind Blow (Brian Wilson/Mike Love) - 2:19 2-3
5. How She Boogalooed it (Mike Love/Bruce Johnston/Al Jardine/Carl Wilson) - 1:56 5
6. Mama Says (Brian Wilson/Mike Love) - 1:05 4

### Specifiche esecutori
- 1 con Carl Wilson come solista
- 2 con Mike Love come voce solista
- 3 con Brian Wilson come voce solista
- 4 Beach Boys
- 5 con Al Jardine come voce solista

## Formazione
The Beach Boys
- Mike Love - voce, theremin
- Carl Wilson - chitarra, voce
- Al Jardine - chitarra, voce
- Dennis Wilson - batteria
- Brian Wilson - basso, tastiere, voce

Musicisti aggiuntivi
- Arnold Belnick – violino in Aren't You Glad
- Harold Billings – tromba in Darlin'
- Hal Blaine – batteria in Darlin'
- Norman Botnick – viola in Aren't You Glad
- Ron Brown – basso in Darlin', I Was Made to Love Her e Here Comes the Night
- David Burk – viola in Aren't You Glad
- Bonnie Douglas – violino in Aren't You Glad
- Virgil Evans tromba in Darlin'
- Billy Hinsche – cori in Darlin'
- Lew McCreary – trombone in Darlin'
- Jay Migliori – sax baritono in Darlin'
- Ollie Mitchell – tromba in Aren't You Glad e Darlin'
- Alexander Neiman – viola in Aren't You Glad
- Wilbert Nuttycombe – violino in Aren't You Glad
- Jerome Reisler – violino in Aren't You Glad
- Paul Shure – violino in Aren't You Glad
- Paul Tanner – Theremin in Wild Honey
- Anthony Terran – tromba in Aren't You Glad

## Outtakes
Tra i brani provati durante le sessioni di Wild Honey e poi scartati ci furono gli originali Can't Wait Too Long, Time to Get Alone, Cool, Cool Water, Honey Get Home e Lonely Days. Can't Wait Too Long fu inclusa nelle ristampe dell'album del 1990 e 2001, mentre Time to Get Alone e Cool, Cool Water furono pubblicate nei successivi album della band 20/20 e Sunflower, rispettivamente. Una registrazione del solo Brian che esegue la canzone di Smile intitolata Surf's Up fu ritenuta persa per vari decenni e scoperta per caso alla fine di un nastro di Country Air. L'archivista Mark Linett dichiarò: «Nessuna spiegazione sul perché lo abbia fatto e non andò oltre. Anche se non credo che l'intenzione fosse quella di finire il pezzo, perché è solo lui che canta dal vivo e suona il pianoforte». Questa incisione verrà pubblicata nella compilation del 2011 The Smile Sessions. Il gruppo registrò anche delle reinterpretazioni di The Letter dei Box Tops (1967), The Game of Love di Clint Ballard Jr. (1965) e With a Little Help from My Friends dei Beatles (1967), come anche un provino della Bluebirds over the Mountain di Johnston. Ron Hart del New York Observer disse che il significato della cover di The Letter dei Beach Boys cantata da Alex Chilton è "semplicemente al di là della comprensione [...] per quel tipo speciale di nerd della musica.
Il 13 ottobre 1967 la Capitol annunciò che il prossimo disco dei Beach Boys sarebbe stato Wild Honey e comunicò la lista dei brani inclusi, anche se alcune delle canzoni non erano ancora state registrate a quel punto. Le tracce non ancora completate erano Here Comes the Night, Let the Wind Blow, A Thing or Two, I Was Made to Love Her, Lonely Days e Cool, Cool Water. Tra le differenze riscontrate, How She Boogalooed It, Country Air e Mama Says non erano incluse nella tracklist del disco, mentre invece lo erano Cool, Cool Water, Game of Love, The Letter (versione dal vivo alle Hawaii), e Lonely Days.